# 352 TCN
352 TCN là một năm trong lịch La Mã.